# Mer des Moluques
Pour les articles homonymes, voir Moluques (homonymie).
La mer des Moluques (de l'indonésien : Laut Maluku) est une mer marginale de l’archipel indonésien située entre   les îles Talaud au nord, les Moluques du Nord à l'est,  les îles Sula au sud, et le golfe de Tomini et Sulawesi du Nord à  l'ouest. Elle tire son nom de l'archipel des Moluques, qu'elle baigne en partie.

## Géographie
L'Organisation hydrographique internationale définit les limites de la mer des Moluques de la façon suivante:
- Au nord : Par une ligne partant du tanjung Pulisan (1° 41′ 24″ N, 125° 09′ 57″ E), l'extrémité nord-est de Célèbes, passant par les îles  Sangihe jusqu'à l'extrémité méridionale de pulau Sangir (3° 20′ 16″ N, 125° 36′ 42″ E), puis en direction du nord-est jusqu'au tanjung Pallo (3° 43′ 42″ N, 126° 49′ 22″ E), l'extrémité méridionale de pulau Kaburuang, dans l'archipel (pulau-pulau) Talaud, et de là,  à travers les îles de l'archipel en direction du nord, jusqu'au tanjung Andaruwa (4° 29′ 25″ N, 126° 51′ 16″ E), sur la côte nord-est de pulau Karakelong.

- À l'est : Une ligne joignant le tanjung Andaruwa  en direction du sud-est jusqu'au tanjung Sopi (2° 28′ 42″ N, 128° 34′ 02″ E), l'extrémité septentrionale de pulau Morotai, puis la côte ouest de cette île jusqu'au tanjung Wajabula (2° 16′ 44″ N, 128° 11′ 51″ E), de là une ligne jusqu'à la pointe septentrionale d'Halmahera (tanjung Jojefa) (2° 11′ 50″ N, 128° 04′ 02″ E)  et le long de sa côte ouest jusqu'au tanjung Libobo (0° 54′ 51″ S, 128° 27′ 06″ E), l'extrémité méridionale de l'île.

- Au sud : Une ligne depuis le  tanjung Libobo, l'extrémité méridionale d'Halmahera jusqu'à la pointe nord de pulau Bisa (1° 10′ 16″ S, 127° 32′ 53″ E), de là jusqu'à l'extrémité septentrionale de pulau Obi (1° 19′ 51″ S, 127° 38′ 31″ E), puis à travers cette île jusqu'au tanjung Akelamo (1° 39′ 49″ S, 127° 24′ 48″ E), sa pointe sud-ouest, de là jusqu'au tanjung Dehekolano (1° 49′ 11″ S, 126° 29′ 12″ E), l'extrémité orientale des  îles Sula, ensuite le long de leurs côtes septentrionales jusqu'au tanjung Marikasu (1° 39′ 33″ S, 124° 24′ 02″ E), l'extrémité occidentale, de là une ligne jusqu'à la pointe sud-est de pulau Banggai (1° 42′ 51″ S, 123° 35′ 53″ E).

- À l'ouest : Les côtes est des îles Banggai et Peling jusqu'à pulau Bakalanpauno, de là une ligne jusqu'au tanjung Botok (1° 03′ 00″ S, 123° 19′ 17″ E), à Célèbes, le long de la côte jusqu'au tanjung Lonsuit (0° 39′ 20″ S, 123° 24′ 41″ E), de là une traversée jusqu'au wulungiyo Tonala (0° 18′ 22″ N, 123° 20′ 43″ E) sur la côte opposée, de là le long de la côte est jusqu'au tanjung Pulisan (1° 41′ 24″ N, 125° 09′ 57″ E), l'extrémité nord-est de Célèbes.